# Palaeacarus caucasicus
Palaeacarus caucasicus är en kvalsterart som beskrevs av Lange 1972. Palaeacarus caucasicus ingår i släktet Palaeacarus och familjen Palaeacaridae. Inga underarter finns listade i Catalogue of Life.